# Jurbise
Jurbise (in olandese Jurbeke, in piccardo Djurbize) è un comune belga di 9 695 abitanti, situato nella provincia vallona dell'Hainaut.